# Gouvernement Tsolákoglou
 (signalé en juillet 2025).
Si vous disposez d'ouvrages ou d'articles de référence ou si vous connaissez des sites web de qualité traitant du thème abordé ici, merci de compléter l'article en donnant les références utiles à sa vérifiabilité et en les liant à la section « Notes et références ».
- Archive Wikiwix
- Bing
- Cairn
- DuckDuckGo
- E. Universalis
- Gallica
- Google
- G. Books
- G. News
- G. Scholar
- Persée
- Qwant
- (zh) Baidu
- (ru) Yandex
- (wd) trouver des œuvres sur Wikidata

État hellénique
Gouvernement Alexandros Koryzis Gouvernement de Konstantinos Logothetopoulos
Le gouvernement Geórgios Tsolákoglou est le premier gouvernement de collaboration mis en place en Grèce occupée (1941-1944) sous l'égide du général Tsolákoglou, ancien commandant du Troisième corps d'armée en Épire ayant participé à la guerre italo-grecque. 
Après l'occupation de Thessalonique par les troupes allemandes, le 9 avril 1941, et leur avancée rapide vers Ioannina, l'armée grecque, encerclée par les troupes allemandes et italiennes, s'effondre et commence à fuir désorganisée vers le sud du pays. Le lieutenant -général Geórgios Tsolákoglou, mettant à l'écart le chef du département de l'armée de l'Épire, Ioannis Pitsikas, signe au nom de l'armée, le 20 avril, la capitulation des troupes grecques et l'armistice malgré l'opposition de son supérieur le général  Aléxandros Papágos, du gouvernement et du roi Georges II. Le 30 avril 1941, la monarchie est suspendue et l'État hellénique est proclamé.
Le gouvernement Tsolákoglou n'est pas reconnu par les puissances alliées et sa légitimité lui est contestée par la constitution d'un gouvernement en exil autour de la famille royale en exil au Caire. Sa politique de collaboration, son inefficacité à résoudre les problèmes d'hyperinflation de la drachme et d'approvisionnement responsable d'une famine générale conduisent à son remplacement par Konstantinos Logothetopoulos le 2 décembre 1942 à la demande de l'occupant allemand.

## Contexte
La Grèce est en état de guerre depuis le 28 octobre 1940 : d'abord, contre l'Italie fasciste qui a envahi l'Épire depuis l'Albanie qu'il contrôle depuis 1939 ; puis, face aux victoires grecques, les troupes allemandes envahissent à leur tour la Grèce pour soutenir Mussolini le du 6 avril 1941.
Les armées grecques, bien que soutenues tactiquement par les Britanniques, sont progressivement diminuées au printemps 1941. Sans avoir au préalable consulté le gouvernement et contre l'avis de son supérieur, le général Aléxandros Papágos, Geórgios Tsolákoglou signe le 21 avril l'acte de capitulation sans conditions des armées grecques. Le protocole de reddition est cosigné par le commandant des troupes allemandes en Grèce. Le 23 avril, humiliés de ne pas avoir été associés à cette reddition, les Italiens imposent la signature d'une seconde capitulation qui a lieu à Thessalonique : en effet, les Grecs estimaient avoir été défaits par les Allemands seuls et non les Italiens dont l'invasion avait échoué. Le même jour, le bombardement de la base navale de Salamine contraint la famille royale à quitter Athènes pour La Canée, en Crète. Le 27 avril, la Wehrmacht entre dans Athènes. Le Premier Ministre Aléxandros Korizís se suicide quelques heures avant. 

Tsolákoglou expliquera plus tard son choix dans ses Mémoires :
« J'étais confronté à un dilemme historique : soit laisser la lutte se poursuivre et devenir un véritable holocauste, soit supplier tous les chefs de l'armée de prendre l'initiative de la capitulation... Jusqu'à ce jour, je ne me suis pas repenti de mon audace. Au contraire, j'en suis fier. »

## Formation du gouvernement
Le 29 avril 1941, Tsolákoglou s'adresse pour la première fois au pays, justifiant la capitulation :
Les responsables de la calamité nationale ont quitté Athènes et abandonné la patrie. Sous la protection sûre de la mer contre les attaques de l'ennemi, ils exigent de nous tous de continuer la lutte, dont vous tous qui restez sur la patrie avez compris la vanité.

La dure réalité est qu'après l'occupation d'Athènes par l'armée allemande et la fuite des Anglais, il ne peut plus être question de continuer la lutte. Un gouvernement qui a fui n'a pas le droit d'exiger du peuple grec des sacrifices équivalents à des massacres et des suicides. 
Tandis qu'un gouvernement est formé en Crète par le roi Georges II, Tsolákoglou est assermenté Premier Ministre au Palais Royal par l'archevêque d'Athènes Damascène le 30 avril à 11 heures du matin ; l'archevêque Chrysanthe démissionna le jour même en lui contestant toute légitimité politique. Le nouveau gouvernement abolit de fait la monarchie en renommant le pays État hellénique. Le Times à Londres le dénonce comme un  « Quisling grec » tandis que les Alliés reconnaissent le gouvernement en exil comme seule autorité légale du pays. 
Le 8 mai, le Parti du Peuple, parti nationaliste, le reconnut comme « gouvernement de nécessité nationale  ». 

## Composition du cabinet
| Geórgios Tsolákoglou         | Président du Conseil des ministres                             |
| Antonios Liveratos           | Ministre de la Justice                                         |
| Georgios Demestias           | Ministre de l'Intérieur                                        |
| Platon Hatzimichalis         | Ministre de l'Economie nationale et des Finances               |
| Sotiris Moutousis            | Ministre des Chemins de fer, de l'Automobile et des Transports |
| Konstantinos Bakos           | Ministre de la Défense nationale                               |
| Konstantinos Logothetopoulos | Ministre du Bien-Être et de l'Éducation par intérim            |

## Politique du gouvernement
Tsolákoglou chercha à maintenir la drachme comme monnaie d'occupation, Les occupants allemands, italiens et bulgares ont provoqué une dévaluation continue de la drachme au grand dam de Tsolákoglou qui cherchait à la maintenir comme monnaie d'occupation. La dévaluation de la drachme au profit notamment du reichmark conduit à des augmentations rapides des prix et à la famine. Dans le même temps, la livre d'or était thésaurisée.
Son autorité politique fut sérieusement entamée après la famine de l'hiver 1942 qui entraîna la mort de près de 300 000 personnes. Le pillage à grande échelle auquel s'était livré les forces d'occupation plus le blocus maritime complet imposé par les Britanniques contre les États satellites de l'Axe conduisirent à une famine généralisée. L'introduction d'une taxe de 10 % obligatoire sur tous les produits agricoles et la vente au gouvernement à un prix fixe toute production excédant le niveau de subsistance des agriculteurs contribua à l'aggravation de la famine. Entre entre avril 1941 et juin 1942, le prix du pain fut multiplié par 89. Le 8 mai 1941, Tsolakoglou annonce la création de tribunaux spéciaux habilités à prononcer la peine de mort sans appel à l'encontre des marchands noirs qu'il accuse d'accaparer les denrées alimentaires, mesure inefficace qui ne parvient pas à enrayer le marché noir. 
Désireux d'inscrire la Grèce dans le nouvel ordre européen voulu par Hitler, Tsolákoglou échoue totalement cependant à imposer ou à convaincre les troupes allemandes, bulgares et italiennes d'atténuer l'occupation et surtout de mettre fin aux réquisitions et au pillage économique. Durant toute la durée de son gouvernement, la Grèce reste un État fantoche entièrement dépendant de Berlin. Jugé inefficace et timoré non seulement par la population et le reste de la classe politique grecque mais aussi par les Allemands, Tsolákoglou est remplacé par son vice Premier Ministre Konstantinos Logothetopoulos le 2 décembre 1942.